# Fourmiz Extreme Racing
Fourmiz Extreme Racing (titre original : Antz Extreme Racing) est un jeu vidéo de course édité par Empire Interactive, sorti en 2002 sur PlayStation 2, Xbox, Windows et Game Boy Advance. Le jeu est basé sur le film d'animation Fourmiz sorti en 1998.

## Accueil
- Jeux vidéo Magazine : 7/20 (PS2)[1]